# トラッキングショット

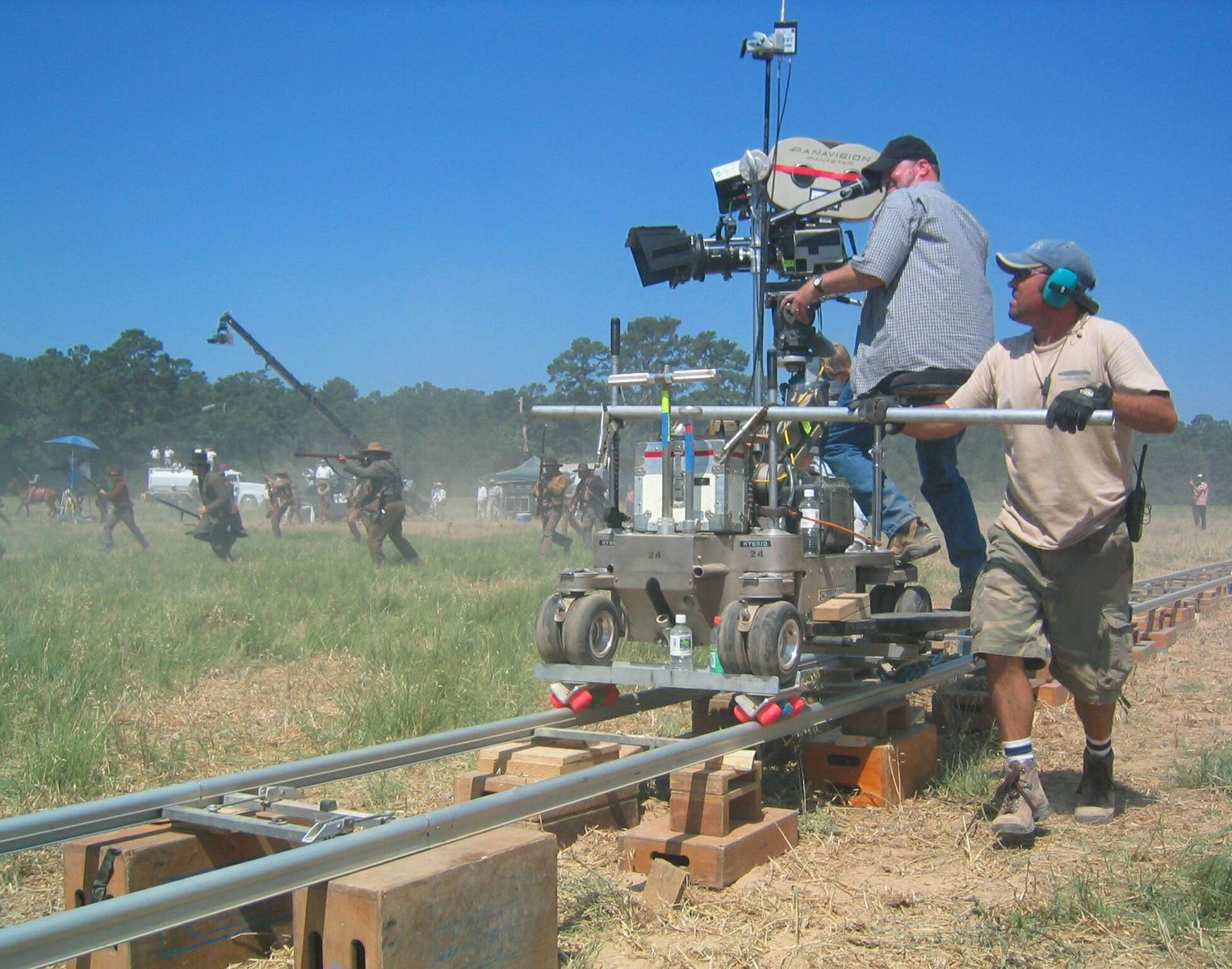
『アラモ』の戦闘シーンで使用されたトラッキングショット

トラッキングショット (Tracking shot, Trucking Shot) とは、移動しながら被写体を撮影すること。俳優や乗り物などの被写体が移動してフレームの外に消えた時、それを「追跡する（track）」ことから。フォローショット (following shot) とも。
「ドリー」と呼ばれる台車にカメラを取り付け、レールの上を走らせて撮る方法（この場合ドリーショット（Dolly Shot）とも呼ばれる）が一般的だが、手持ちのステディカムやジンバルを使用することもある。
被写体と並行して移動することが多いが、被写体を軸に半円を描いたり、回転したりすることもある。平行移動の場合のみ、カニの横歩きに例えて「Crabbing Shot」と呼ぶこともある。